# Nihonmatsu Yoshitsugu
Nihonmatsu Yoshitsugu (二本松 義継?) a fost un daimyō japonez din perioada Sengoku, al 14-lea conducător al clanului Nihonmatsu (o ramură a clanului Hatakeyama) din Mutsu. 
După moartea lui Date Terumune în brațele lui Nihonmatsu, rivalul său Masamune Date a jurat răzbunare, care a culminat în bătălia de la Hitotoribashi.